# 마이클 T. 와이스
마이클 테리 와이스(Michael Terry Weiss, 1962년 2월 2일 ~ )는 미국의 배우이다.

## 출연 작품
- 선셋 파크 (2017)
- 슬레지: 디 언톨드 스토리 (2005)
- 아이오와 (2005)
- Until the Night (2004)
- 타잔 - 시리즈 2 (2002)
- 본즈 (2001)
- 프리웨이 2 (1999)
- 프리웨이 (1996)
- 제프리 (1995)
- 2000 말리부 로드 (1992)
- 하울링 4 (1988)

### 텔레비전
- 우리 생애 나날들 (1985-90)
- 프리텐더 제로드 (1996-2000)
- 프로파일러 (1999-2000)
- The Legend of Tarzan (2001-03) - 목소리
- 재키찬 어드벤처 (2002)
- 저스티스 리그 (2002) - 목소리
- 크로싱 조던 (2003-04)
- 저스티스 리그 언리미티드 (2005)
- 히글리타운의 영웅들 (2005-07) - 목소리
- 배트맨 더 브레이브 (2009-11) - 목소리
- 번 노티스 (2011)